# Eriopyga motilona
Eriopyga motilona là một loài bướm đêm trong họ Noctuidae.